# IC 2011
IC 2011 је двојна звијезда у сазвјежђу Мрежица која се налази на листи објеката дубоког неба у Индекс каталогу.
Деклинација објекта је - 57° 28' 5" а ректасцензија 3h 52m 27,4s. IC 2011 је још познат и под ознакама ESO 117-?12.